# Anton Flego (starejši)
Anton (Ante) Flego, slovenski kmetijski strokovnjak, * 23. marec 1902, Vodnjan, † 4. oktober 1959, Koper.

## Življenje in delo
Rodil se je v družini trgovca Antona in šivilje Marije Flego, rojene Sinčič. Gimnazijo je obiskoval v Pazinu, nato v Mariboru sadjarsko in vinarsko šolo (1919–1920), v Križevcih pa je končal srednjo kmetijsko šolo (1924). Kot praktikant je služboval na kmetijskih posestvih v krajih Bilje in Ovčari pri Osijeku. Po odsluženju vojaškega roka je bil najprej pomočnik, nato pa upravnik posestva v Arnovem selu pri Brežicah. Leta 1928 je postal strokovni učitelj na kmetijski šoli Grm pri Novem mestu, bil 1933 premeščen na bansko upravo v Ljubljano, nato je bil od 1937 ponovno strokovni učitelj na kmetijski šoli Grm, kjer je po osvoboditvi postal vršilec dolžnosti ravnatelja šole. Od 1946 je organiziral kmetijsko šolo v primorskem delu Cone B, nato je vodil kmetijsko šolo na gradu Lože pri Vipavi. Od 1954 je služboval v Kopru, najprej na Zavodu za raziskovanje kmetijstva, nato pa še na Okrajni zadružni zvezi.
Flego je skozi vsa leta svojega strokovnega dela posebno pozornost namenil sadjarstvu in vinogradništvu. Skrbel je za drevesnice in tŕsnice (Grm, Kostanjevica na Krki, Leskovec pri Krškem, Vrhpolje pri Vipavi, Ankaran, Strunjan). Strokovne članke je objavljal v Kmetovalcu, Kmetijskem vestniku, Sadjarju in vrtnarju, Primorskem dnevniku in drugod. Napisal je tri knjige: Oskrbovanje sadnega drevja (1951), Sadjarstvo za nižje kmetijske šole (1956) in  Praktično sadjarstvo (1957).